# Майкопская культура
Майкопская культура — археологическая культура, распространённая в предгорьях Северного Кавказа в раннем бронзовом веке. Названа по Большому Майкопскому кургану, исследованному в 1897 году археологом Н. И. Веселовским. Основная территория распространения — равнины и предгорья Предкавказья от Таманского полуострова до Чечни. В Прикубанье культура доходит на север до 46°, а в Чечне — до 43°. На юге она проникает в предгорья по долинам рек, но достигает черноморского побережья только в районе Тамань — Геленджик. Выделяют также кумо-манычскую периферию — зону влияния или дальнейшего проникновения культуры на север, а также обширный ареал изделий или стиля изделий майкопской культуры.
Новосвободненская культура ранее рассматривалась как вариант или этап в развитии майкопской, в настоящий момент считается самостоятельной.

## История археологического исследования
Впервые майкопские древности стали известны после раскопок 11-метрового Большого Майкопского кургана (просто Майкопского кургана или по-адыгейски — кургана Ошад) на территории города Майкопа. Были сделаны зарисовки и описания памятника, но, по сегодняшним меркам, недостаточно точные и информативные. В 1898 году Н. И. Веселовский раскопал две подкурганные каменные гробницы в урочище Клады, около станицы Царской (позже Новосвободной). Позднее, когда было исследовано всего 7—8 ярких памятников, они были отнесены к начальной фазе медно-бронзового века (В. А. Городцов, 1910 г.) и объединены общим понятием «большие кубанские курганы» (А. М. Тальгрен, 1910 г.).
В 30—50-е гг. происходит рост количества изучаемых памятников. Открыты первые курганы и поселения на Тереке (А. П. Круглов, Г. В. Подгаецкий). А. А. Иессен объединил майкопские памятники в раннекубанскую группу. При этом сам Майкопский курган был отнесён к раннему или майкопскому этапу этой, как тогда считали, энеолитической культуры. Поздний же этап представляли две подкурганные гробницы в Новосвободной. В 1951 г. археолог Е. И. Крупнов впервые применил название «майкопская культура».
До 1957 года были известны почти только погребальные памятники культуры. Но с этого года экспедициями А. Д. Столяра и А. А. Формозова, а также археологом из Майкопа П. А. Дитлером, был открыт ряд энеолитическо-раннебронзовых поселений в Адыгее, по рекам Белая и Фарс. Они и были определены как бытовые памятники, принадлежащие к разным периодам майкопской культуры второй половины III тыс. до н. э., что надолго закрепилось в научной литературе (а в популярных источниках это продолжается до сих пор). Кроме того, как майкопские курганные захоронения был представлен известный грунтовый энеолитический Нальчикский могильник (А. А. Формозов). Хотя с последним не все были согласны (Р. М. Мунчаев).
С 1982 г. А. Д. Резепкиным вновь начаты раскопки курганного могильника в урочище Клады, давшие новые материалы новосвободненского этапа, в том числе и мегалитические гробницы. Была открыта роспись на стенах одной из гробниц, а также первая из гравированных плит (культурная принадлежность последних пока не определена). Позже, в 1990—1991 гг., в Кладах 2 (у автора — просто Клады) им было обнаружено под курганами поселение той же культуры.
Открытие в 1981 г. в Адыгее, около села Красногвардейское, поселения Свободное, а затем в 1985 г. на Тереке — поселения Галюгаевское 1, стало причиной пересмотра хронологии и культурной принадлежности уже известных памятников. Также были заново пересмотрены коллекции находок со старых поселений в предгорьях. В публикациях появились высказывания разных авторов, самостоятельно пришедших к идее о существовании двух самостоятельных и разновременных культур. Свободное, вместе с известными ранее поселениями, чьи материалы значительно отличались от находок в Майкопском и других курганах, были отнесены к домайкопскому энеолиту, который тогда датировали второй половиной 4-го тысячелетия до. н. э., а майкопская культура осталась в 3-м тысячелетием до н. э. Поселение Галюгаевское 1 оказалось первым, которое содержало материалы собственно майкопской культуры, которую теперь полностью относили к ранней бронзе.
Осталась связка Майкоп — Новосвободная как два этапа существования одной культуры и сейчас более широко применяется термин майкопско-новосвободненская общность или MHO.

## Территориально-хронологическое деление культуры
Имеется несколько вариантов территориально-хронологического деления культуры. Один из возможных вариантов предложил С. Н. Кореневский.
Галюгаевско-серёгинский — распространялся от верхнего равнинного течения Терека, до нижнего течения реки Фарс и далее до Тамани. Самый ранний и наиболее соответствующий древностям Майкопского кургана.
Делится на два подварианта:
- галюгаевсий или центральнопредкавказский — Терек и Верхнее Прикубанье;
- серёгинский или закубанский — Верхнее Прикубанье до нижнего течения реки Фарс и далее до Тамани.

Варианты новосвободненского этапа:
- псекупский — в Прикубанье;
- долинский — на Тереке и на Кавминводах;
- новосвободненский — в Предгорье по рекам Фарс и Псефирь.

## Происхождение и хронология
Место, откуда появилась эта ближневосточного облика культура, пытались определить многие учёные. Впервые на Месопотамию указал В. А. Городцов ещё в 1910 г. В 1920 г. М. И. Ростовцев синхронизировал Майкопский курган с преддинастическим временем в Месопотамии. М. Гимбутас в 1956 формирует тезис о миграции народа с Ближнего Востока.
В 1956 г. М. Гимбутас выступила с Курганной гипотезой, согласно которой имело место три волны распространения курганной культуры. Причём II волна середины 4-го тыс. до н. э. началась с майкопской культуры и распространилась на Северную Европу около 3000 года до н. э. (культура шаровидных амфор, баденская культура, культура шнуровой керамики) и т. д. Это стало первым появлением индоевропейских языков в Западной и Северной Европе. В своих последних работах М. Гимбутас предложила совершенно новую трактовку древностей майкопской культуры, интерпретируя их как «северопонтийскую майкопскую культуру» (The North Pontic Maikop Culture).
Новосвободненская культура изначально рассматривалась как этап развития майкопской, однако с 1960-х гг. растёт тенденция выделять её в отдельную культуру, которая возникла самостоятельно, однако впоследствии конвергировала с Майкопской. В 1974 г. Н. А. Николаева и В. А. Сафронов выдвинули предположение о происхождении новосвободной как результате воздействия на майкоп индоевропейцев, а именно центральноевропейской культуры шаровидных амфор.
В 1977 г. М. В. Андреева, следуя тенденции к удревнению майкопа, намеченной Р. М. Мунчаевым, на основе анализа сходства керамики предложила исходной территорией майкопцев считать поселения круга Амук — Гавра Протописьменного периода конца 4-го тысячелетия на севере Сирии и Месопотамии (периодов Амук F и Гавра XI A).
В 1982 г. Н. А. Николаева и В. А. Сафронов выступили с утверждением о семитоязычности майкопской культуры, что допускалось лингвистами из-за наличия некоторых заимствований в праиндоевропейский из прасемитского, которые могли быть осуществлены и через Кавказ.
Они же провели свой сравнительный анализ майкопских древностей. Но не только керамики, а, в первую очередь, металлических изделий и изображений на них. Ими была дана своя атрибуция и цилиндрической печати из-под Красногвардейского. При этом дата исхода у них пришлась на Раннединастический III период, это 2500—2300 до н. э. (на полторы тысячи лет моложе полученных позже радиокарбонных дат). А наиболее выразительным памятником они считают поселение Тель Хуэйра, расположенное на границе Сирии и Турции.
1984 г. — Т. Гамкрелидзе и В. В. Иванов видят в майкопской культуре ступень развития протоиндоевропейского общества.
На основании своих исследований А. Д. Резепкин с 1989 г. продвигает теорию о происхождении самостоятельной новосвободненской культуры от культуры воронковидных кубков, а её подкурганных гробниц — от галерейных гробниц Центральной Европы. Одним из основных культурных признаков при этом называлась чернолощёная керамика. Носители культуры определялись как индоевропейцы. Не все исследователи с этим согласились.

Исходная территория майкопской культуры (оранжевый цвет)

В настоящее время наиболее признанной является теория исхода на Кавказ населения с убейдо-урукскими традициями с территории Северной Месопотамии, Сирии и Восточной Анатолии. При этом могут указываться конкретные поселения (например, Телль Хазна l), где в соответствующий период использовалась похожая керамика. Ещё не сформулировано окончательное решение, но ясно, что общее направление выбрано правильно. Сравнительный анализ не только керамики майкопа, но и всего комплекса изделий, в том числе, и металла, доказывает это.
Есть также мнение о втором и третьем импульсах со стороны урука (второго и третьего его этапов), что привело в конечном итоге к становлению майкопской культуры новосвободненского периода.
Этапом на этом пути был Южный Кавказ, где обнаружена керамика, сходная с майкопской. Это наблюдается на поселениях лейлатепинской культура (4350—4000 гг. до н. э.): Лейлатепе, Пойлу, Беюк Кесик I и II в Азербайджане и Бериклдееби (слой V) в Грузии. Имеется подобная керамика и на поселениях круга сиони-цопи-гинчи. В этот круг входит и поселение Техут в Армении. Эти памятники схожи с майкопом прежде всего своей керамикой. Хотя, в отличие от собственно майкопа, в тесто этой керамики добавлялась рублёная солома. Также на этих поселениях строились более основательные глинобитные строения, подобные ближневосточным. Схожие с майкопскими материалы содержали и погребения курганов Союг Булаг, Си Гирдан, Учтепе.
Похожая на майкопскую круговая керамика, имеется на поселениях куро-аракской культуры Великент II, Серженьюрт (Чечня), Луговое (Ингушетия), в пещере Муштылагты-лагат (Северная Осетия). Это показывают распространение майкопского населения через Северо-Восточный Кавказ и перевалы Центрального Кавказа.
Существуют факты миграции майкопцев далеко на север к берегам реки Дон, в центральную и южную часть Волгоградской области, где доходит до устья реки Иловли включительно и в степи Калмыкии, где они растворились в среде степняков ямной культуры.
А. Л. Нечитайло указывает на то, что памятники обнаруженные ранее в 3-х районах Ростовской области: Азовском (1968 г.), Песчанокопском (начало и середина 70-х гг.) и Константиновском районе (1969—1985 гг.), по погребальному обряду резко отличаются от всех погребений эпохи ранней бронзы, в них явно влияние майкопской культуры (кремнёвые изделия, бронзовые ножи и, особенно, сосуды жёлтого, чёрного и красно-охристого цвета с лощёной поверхностью) и их следует считать степным вариантом майкопской культуры.
Майкопский облик (керамика, могильные сооружения) имеют и некоторые памятники в приморской части Дагестана, вплоть до Дербента. Но на отдалённой периферии майкопцы не являлись доминирующими среди местных культур.
В 1993 и 1995 гг. в научный оборот были введены первые радиокарбонные даты по данным памятникам, которые подтвердили эти предположения. Но применение так называемыех калиброванных радиокарбонных дат, позволило некоторым исследователям резко удревнить весь блок культур. Домайкопский энеолит, названный культурой накольчатой жемчужной керамики, стал датироваться 4700/4500—4000/3700 гг. до н. э., а все периоды собственно майкопской культуры — 4000—2900 гг. до н. э. (по С. Н. Кореневскому) или 3700—2900 гг. до н. э. (по В. А. Трифонову). Что привело к противоречию с ранее разработанной типологической датировкой майкопской культуры. В настоящее время наиболее обоснованная датировка — 2-я половина 4-го — начало 3-го тысячелетия до н. э.

## Антропологический тип
Пока антропологических определений было сделано не очень много. Они относят представителей МНО к средиземноморской антропологической формации или южным европеоидам. В некоторых случаях отмечается неоднородность населения.

## Палеогенетика
При проведении палеогенетических исследований останков трёх представителей майкопской культуры, были определены митохондриальные гаплогруппы U8b1a2 и M52, которые ранее были выявлены у палеолитических обитателей Евразии и часто встречаются в современной Южной Азии, особенно в современной Индии. У ещё одного потенциального майкопца (нет артефактов в захоронении) определена митохондриальная гаплогруппа N1b1. N1b1 и митохондриальные гаплогруппы новосвободненской культуры (T2b и V7) ранее были выявлены у обитателей неолитической Европы. Митохондриальная гаплогруппа V7 (могильник Клады) указывает на возможную связь новосвободненской культуры с культурой воронковидных кубков.
У представителей майкопско-новосвободненской культуры определили Y-хромосомные гаплогруппы G2a2a-PF3147 (Maykop Novosvobodnaya), J1 (Late Maykop), J2a1-M67>CTS900 (Y11200 и J-Y3020) (Клады, Maykop Novosvobodnaya), L-L595 (Late Maykop), Q1a2-L933 (Steppe Maykop), R1a1-M459 (Steppe Maykop outlier). Реликтовая генетическая популяция, обозначенная Чуань-Чао Ваном как «степной Майкоп», в отличие от носителей майкопской культуры предгорий, более тесно связана с верхнепалеолитическими палеосибиряками (Афонтова гора, AG3) и америндами (кенневикский человек) и не имеет компонента анатолийских земледельцев. У образца IV3002.A0101 из могильника Ipatovo 3, постороннего для степной майкопской культуры (Steppe Maykop outlier), определена Y-хромосомная гаплогруппа T1-L206 (возможно субклад T1a3b-FGC1340/Y8614). Образец демонстрирует примерно равные доли степных предков, кавказских охотников-собирателей (CHG) и анатолийского неолита (Anatolia_N).
В 2019 году вышло комплексное сопоставительное исследование древней ДНК различных культур позднего энеолита и раннего бронзового века. Майкопская культура показала сильную связь с предшествующими культурами кавказских охотников-собирателей, некоторое сходство с европейской культурой шаровидных амфор, и в то же время кардинально отличалась по генетическому составу от европейских «степных» культур и ямной культуры.

## Экономика и материальная культура
Экономика майкопцев базировалась на придомном скотоводстве и мотыжном земледелии. Возможно, большую роль играло и собирательство. Образ жизни был подвижно-оседлым. Поселения не были долговременными. В скотоводстве ведущее место принадлежало крупному и мелкому (овца) рогатому скоту, менее — свинье и лошади, которую тоже употребляли в пищу. По сравнению с энеолитом резко снизилась доля мяса диких животных. Признаком занятия земледелием являются многочисленные зернотёрки и, наоборот, немногочисленные бронзовые мотыги. Имелись также мотыги из камня и оленьего рога. О занятиях ткачеством свидетельствуют глиняные пряслица.

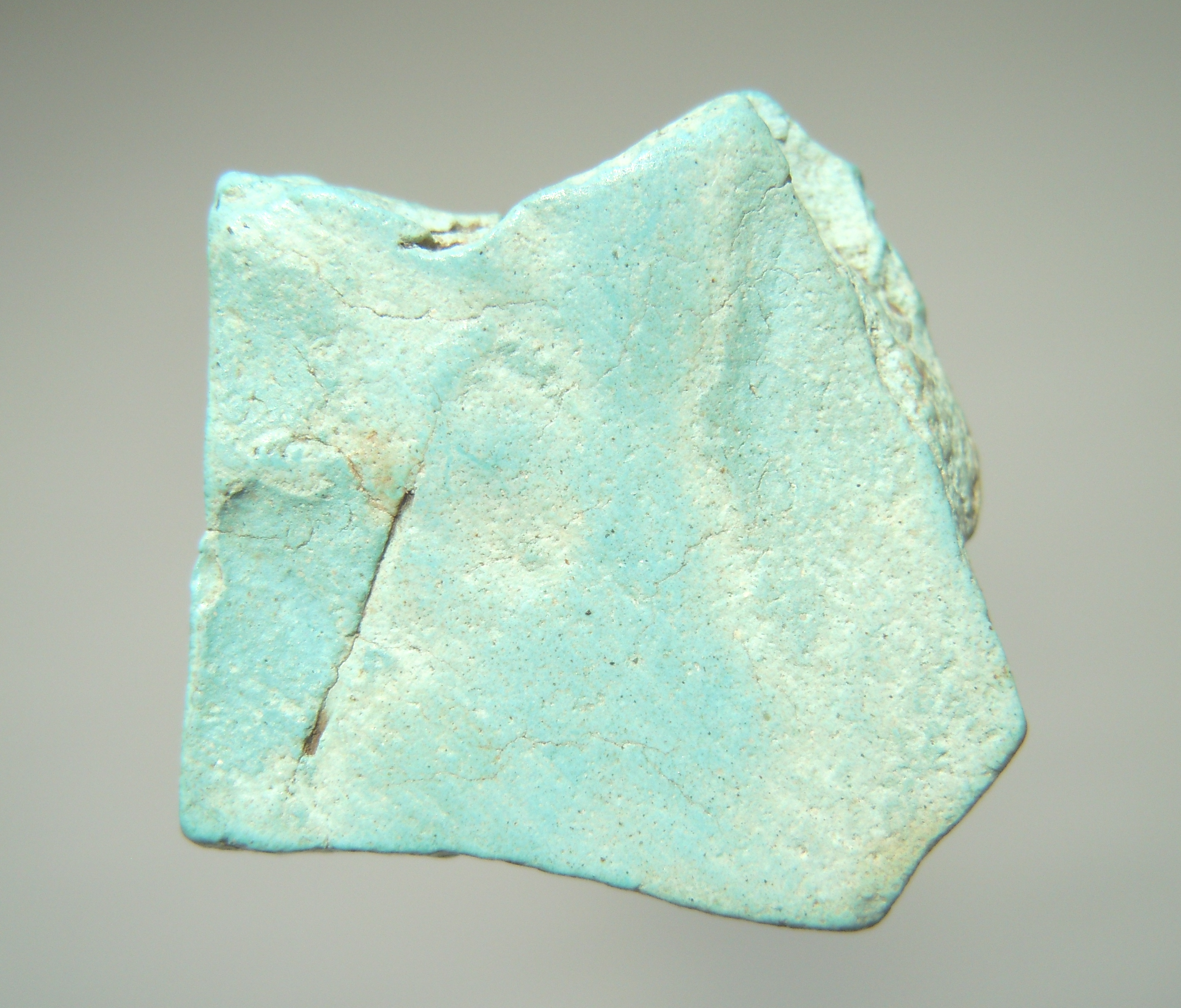
Бирюза. Обна-ружена рядом с поселением Псе-купское

Майкопцы, видимо, активно торговали. Их бронзовые изделия сменили в степи медные, которые раньше приходили из Балкано-Карпатской металлургической провинции. Кроме того, эти изделия стали примером для подражания вплоть до Алтая. С юга они получали бирюзу (из Ирана и Афганистана) и лазурит (из Афганистана).

### Жилища
Жилища представляли собой простые конструкции из столбиков, прутьев и досок. Они были частично или полностью обмазаны глиной (турлучные) или без турлука. Форма — подквадратно-овальная или круглая. Площадь — от примерно 4—5 м², до 72 м². Мог быть центральный опорный столб. Полы были земляные или посыпанные галькой. Очаги (1—5) были открытые, с глиняными бортиками или в виде ямы-тандыра и располагались в центре или около стен. От брошенных и сгоревших строений остались участки обожжённой глины диаметром от 2 до 5 м.

### Транспорт
Майкопцы, как и другие народы ранней бронзы, использовали повозки с цельнодеревянными колёсами и массивной втулкой. Обнаружена пара колёс, сопровождавшая подкурганное погребение раннего периода новосвободненского этапа. Имеются также пять случаев находок глиняных моделей подобных колёс. Данных о всадничестве и существовании боевых колесниц нет.

### Металлургия
Майкопская культура отличается богатым набором изделий из бронзы и других металлов, которые почти все происходят из погребений. Формы бронзовых изделий майкопцев соответствуют тем, которые изготовлялись или использовались в обширной прото-Циркумпонтийской металлургической провинции (от правобережья Дона до Сирии и от Восточной Анатолии до Западного Ирана). Сейчас установлено, что на Северном Кавказе разрабатывались собственные месторождения. Поэтому племена к северу от Кавказа не только не зависели от ближневосточного импорта, но даже и от закавказского. Большинство изделий произведено из полученных искусственно мышьяковых и мышьяково-никелевых сплавов. Тем не менее, сами технологические приёмы металлообработки и художественный стиль изделий были выработаны на Ближнем Востоке в конце IV—первой половине III тыс. до н. э.
Майкопские мастера применяли в металлообработке литьё по восковой модели; ковку мышьяковых сплавов (6—9 % As) с высокотемпературными отжигами, вызывающими их размягчение (эффекты гомогенизации); инкрустацию бронз серебром и золотом; различные приёмы получения серебристых покрытий. Эти покрытия производились лужением (медные и медно-мышьяковистые сосуды, покрытые оловом); серебрением методом выщелачивания (мелкая скульптура из медно-серебряных сплавов); покрытие мышьяком (оружие, крюки).
Орудия труда представляют двусторонний топор-тесло, проушные тёсла и плоские топоры или тёсла. Имеются и бронзовые топоры простых форм (но последние могут иметь орнамент из насечек и выпуклин). Меньше обушных топоров «военного» облика. Две последние категории топоров часто имеют маленький размер и отверстие под рукоятку меньше 2 см, что, заставляет предполагать их чисто погребальное предназначение.
Имеются желобчатые и простые долота, а также шилья, шило- и штыкообразные предметы. К оружию относятся более узкие, чем обычные, топоры с обухами, ранние ножи-кинжалы со слабо выделенным черенком (бесчеренковые) и более поздние, с черенками-ручками и с рёбрами и долами на лезвии. Имеется и находка меча такого же типа (Клады). Отличительной особенностью клинкового оружия является то, что оно почти всегда имеет более или менее закруглённый кончик лезвия. Наконечники копий — черешковые с длинными шейками.
В погребениях обнаруживаются бронзовые прутки, согнутые в кольцо с торчащими концами, о назначении которых имеются разные предположения: что это конские псалии или символическое воспроизведение запорного устройства ворот, которые могут быть и формой традиционного подношения. Но сейчас больше фактов, свидетельствующих, что это носовые кольца волов. В единственном экземпляре имеется бронзовое втульчатое кольцо с перекрестьем, видимо, штандарт. Бронзовые котлы и другая посуда украшались пуансонным орнаментом, аналогичным жемчужнику на керамике. Характерны двурогие, реже однорогие крюки, предназначенные для извлечения мяса из котлов. В одном случае, трёхрогий крюк ещё усложнён человеческими фигурками. Имеется также один черпак с длинной ручкой. Бронзовых украшений майкопцев неизвестно.
Для украшений в богатых погребениях применялось золото и серебро. Из них же были изготовлены некоторые сосуды из Майкопского кургана: 14 серебряных (некоторые с золотыми деталями), два золотых и каменный сосудик с золотыми накладным горлом и крышкой. Два небольших серебряных сосудика украшены чеканными изображениями. На одном изображён горный пейзаж с медведем и шествие животных вокруг озера, на втором — только шествие вокруг узора, видимо, также означающего водоём. Там же находилось 8 серебряных полых стержней (4 — частично золотые), свёрнутых из листового металла. На четыре трубки были нанизаны две золотые и две серебряные массивные фигурки быков. К украшениям относятся также разнообразной формы золотые бусы, кольца, штампованные пластинки в виде львов, быков и розеток, золотые и серебряные ленты.
В серебряном сосуде находился также Старомышастовский клад. Там также была серебряная фигурка или осла, или антилопы, полая головка льва, золотые кольца, множество золотых, серебряных, сердоликовых и стеклянных (лазуритовых) бусин. Богатством отличались также Нальчикская гробница и погребения в новосвободненских гробницах. В одной из этих гробниц находились две фигурки собак, одна серебряная, а другая бронзовая.
Стиль майкопских украшений чисто ближневосточный, а аналоги им находят не только в Месопотамии, но и в Трое, и Египте.

### Гончарное производство
Керамические сосуды раннего майкопа не имеют ничего общего с керамикой предшественников на этой территории. Судя по качеству изделий и меткам гончаров, в этой отрасли хозяйства работали профессионалы. Майкопские сосуды, несколько уступая по технологичности и разнообразию соседней куро-аракской культуре, сохранили облик своих ближневосточных предшественников. Изготовлялись круглодонные, остродонные и плоскодонные сосуды, глубокие миски. Сосуды этого периода, обычно, округлые или вытянуты вверх. Глина проходила процесс отмучивания и использовалась с добавлением тонкоизмельчённой органики (навоз). Для части сосудов в глину добавляли минеральные отощители. Сосуды лепились ручным способом. Последние исследования заставляют отказаться от представления, что майкопцы применяли медленный гончарный круг. Сосуды были с гладкой, лишённой орнамента поверхностью. Ручки были редкостью. На плечиках некоторых качественных крупных сосудов имеется одиночный глазок или другой простой значок. Известны и знаки на днищах. Есть небольшие сосуды с вертикально-ребристой поверхностью. Обжиг был равномерный, но не сильный. Поэтому такая керамика часто отличается пачкающейся поверхностью. Сосуды тщательно заглажены, могли покрываться ангобом, изредка имеют лощение. Цвет их, обычно, охристо-жёлтый, красно-оранжевый, серый. Если было покрытие ангобом и лощение, цвет поверхности менялся соответственно на красный и чёрный.
В поздний период крупные сосуды нередко имеют приплюснутую, реповидную, форму. Характерны кубкообразные сосудики и сосуды с высоким горлом («амфоры»). Сохраняя многие особенности ранней керамики, сосуды нередко имеют более сильный обжиг, часто украшены орнаментом: прочерченным, накольчатым, штампованным в виде колоска, из налепных жемчужин (только новосвободненская) или налепным (в одном случае, с фигурками животных, человека и крупными выпуклинами). Редко сосуды украшались и простыми узорами, нанесёнными краской. Причём миски — и внутри, и снаружи (памятники отдельной группы псекупского варианта в долине реки Котлама). Обычными стали ручки, например, крупные ручки-ушки. Известны также жаровни, сдвоенные сосудики и цедилки — трубовидные сосуды с отверстиями, скорее, дымокуры. Глиняное тесто применялось такое же, но больше стало керамики серого цвета. В позднейшей собственно новосвободненской керамике применялась глина только с различными отощителями. Скорее, там вообще работали в традициях культуры накольчатой жемчужной керамики, с её составом глины и способами орнаментации.
Известна конструкция майкопской гончарной печи и домашние очаги со сплошными глиняными бортиками (поселение Псекупское 1). Из глины изготовляли также подставки под круглодонные сосуды. Есть ещё один класс предметов: конусы, цилиндры, плоско-вогнутые призматические кирпичи и стоячие прямоугольные плитки. Некоторые конусы — полые. Часть из них имеет в верху боковые выступы. Обычны сквозные отверстия. Наиболее реалистичные экземпляры позволяют лучше понять семантику этих предметов. Предполагают, что, скорее всего, это приставки к очагам, которые, помимо утилитарной функции, могли нести магическую символику домашнего очага, рогатого божества, предков, богини плодородия и хранительницы жилища. В каждом регионе МНО имелись свои разновидности этих предметов. Многие их формы находят аналоги на Южном Кавказе и Ближнем Востоке.

### Камень
Как и в любой культуре бронзового века, в майкопской широко применялись орудия из камня. В ранний период использовали ромбовидные наконечники стрел с ретушью только по краям. Такие были найдены в Майкопском кургане. Там же и в Абинском могильнике найдены кремнёвые микролиты-сегменты — вкладыши каких-то орудий. Подобные были обычными в культуре накольчатой жемчужной керамики. Только из Майкопского кургана известны наконечники стрел ромбовидных очертаний. К ранним также относятся известные в единичных экземплярах наконечники в виде вытянутых треугольников со слегка вогнутым или прямым основанием. А в поздний период основным типом были несимметричные флажковидные наконечники различных пропорций. Иногда их боковой выступ удлинялся в более или менее выделенный шип. Флажковидные наконечники могли иметь тщательную отделку с мелкопильчатой ретушью по краям.
Имелись листовидные кремнёвые кинжалы. Превосходные образцы таких кинжалов или наконечников дротиков происходят из мегалитических гробниц в урочище Клады. Они покрыты тщательной струйчатой ретушью и имеют пильчатые края. Известны находки кремнёвых вкладышей серпов, в том числе, выполненных очень тщательно, с мелкопильчатым лезвием (поселение Псекупское 1).
Сверлёные каменные топоры редки в майкопской культуре. Причём они чаще подражают формой бронзовым топорам и, за редким исключением, миниатюрны, что уже отмечалось относительно бронзовых топоров. Среди поселенческого материала известны также клиновидные несверлёные топорики и топор с желобками для крепления. Имеются также каменные сверлёные молотки. Только в Кабардино-Балкарии находили молотки с клювовидным обухом. Миниатюрность изделий и этого последнего типа заставляет ограничить сферу их применения кузнечно-ювелирным делом (выстукивание сосудов из листового металла), хотя предполагают возможность их использования как оружия и наверший.
Имеются находки небольших каменных (алебастр) сосудов, повторяющих формой керамические. Каменный сосуд из Майкопского кургана, имеющий отверстие в донце, накладные золотые горло и крышку, сейчас трактуют как булаву. В новосвободненских погребениях находят тщательно изготовленные каменные шарики (в одном случае плоский цилиндр) диаметром около 3 см. Назначение их неизвестно. Каменные браслеты не являются исконно майкопским украшением, хотя единичные их находки известны (Клады).
К массовым находкам относятся ладьевидные зернотёрки, плоско-цилиндрические тёрочники, плитки-абразивы, оселки, отбойники и т. п. Другие каменные предметы в МНО сравнительно немногочисленны и не очень разнообразны: кремнёвые (или, например, халцедоновые) скребки, кремнёвые ножи. Имеется одна находка «утюжка» или выпрямителя древков стрел (новосвободненская гробница). Из жертвенника одного из курганов урочища Клады происходит каменная скульптура коровы или быка. Также, видимо, повреждённая скульптура быка найдена у портала дольмена Серебряного кургана.

### Кость
Из кости делали проколки, лощила, мелкие изделия с резным орнаментом, например, булавки. Имеется половинка костяного орудия, предположительно, молота. Для украшения применяли бусы из кости, а также из зубов оленя. Последние также имитировали костью или рогом. Из кости вытачивались наборы игральных фишек и «кубики».

### Музыкальный инструмент
В одной из мегалитических гробниц в урочище Клады был обнаружен музыкальный инструмент, напоминающий арфы из захоронения царицы Пуаби (2800 г. до н. э.) в Уре.

## Погребальные памятники

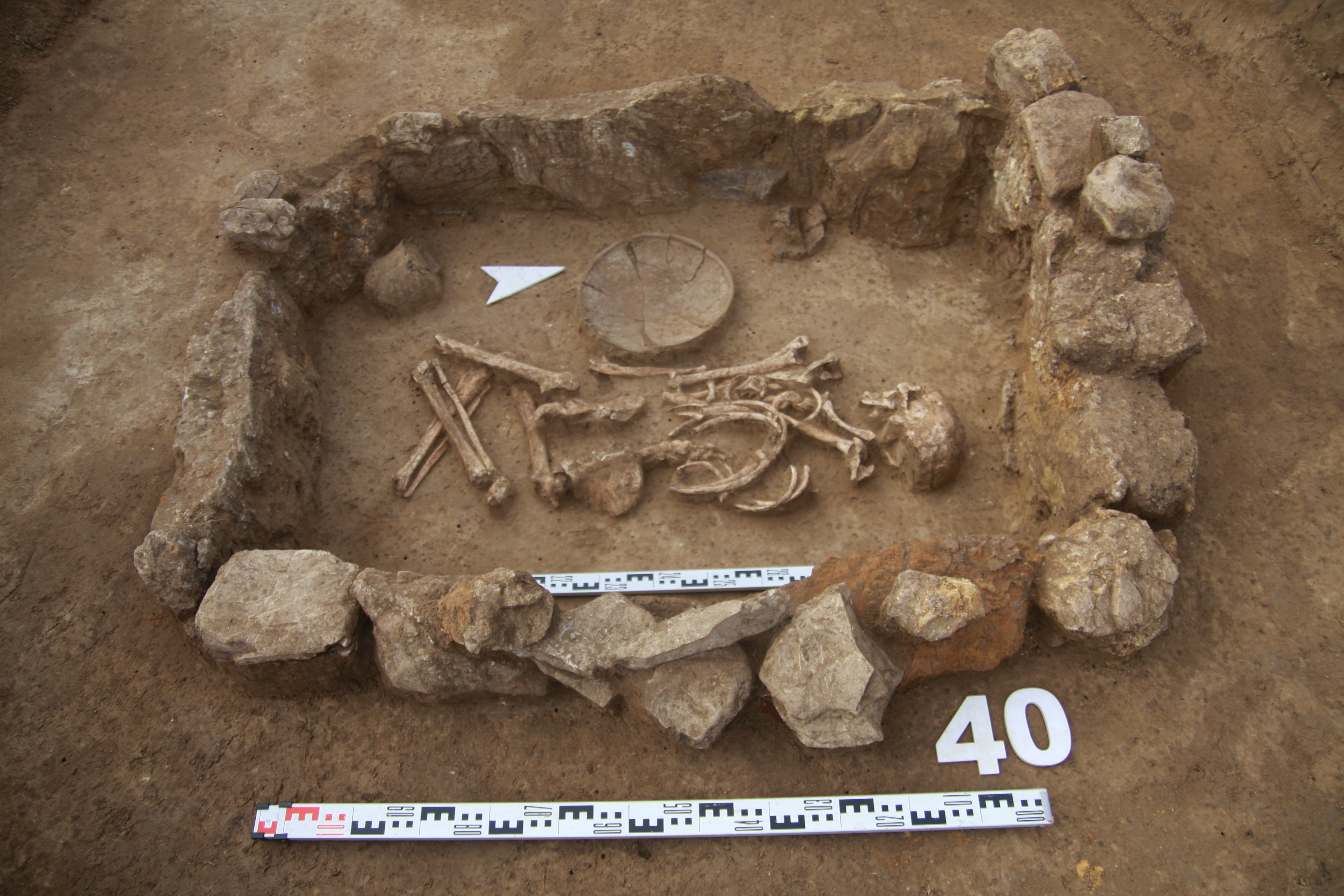
Погребение Майкопской культуры (IV тыс. до н. э.)

Погребённый помещался в могилу скорченно, на боку. Чаще — на правом. Обычно его посыпали красной охрой. Иногда в одной могиле находят больше чем одного покойного (до пяти). Могут быть и подзахоронения. Нерядовые могилы, видимо, могут сопровождать погребения-жертвенники: человеческие или с частями домашних животных..
Основным видом майкопских погребальных сооружений является курган, высотой от меньше 1-го м до 6—12 м. Вопрос наличия бескурганных погребений пока находится на стадии обсуждения. Обычно, курганы имеют округлую форму, но известны также с плоской вершиной, овальной формы, с винтовым подъёмом-пандусом. Курганы могут быть каменными или земляными, в том числе, и из одного только чернозёма. Курганы могут содержать кромлех или даже несколько. Известны курганы с серпообразной каменной или земляной выкладкой. Иногда встречаются следы тризн.
Сама могила может представлять собой прямоугольную или подквадратную яму в «материке» или в теле кургана или быть сооружённой на специальной огороженной площадке на поверхности земли. Встречаются могилы очень крупных размеров. Редки ямы овальной формы, с удлинёнными округлыми углами или впущенные в каменный навал. Изредка в могиле встречается разделительная канавка. Ямы могут быть простыми или иметь разные варианты обкладок мелким камнем. Могилу засыпали землёй или забрасывали камнем. Перекрытие ямы делалось из деревянных плах или коры. На него насыпались камни. Иногда могила укреплена деревянной рамой, которая могла сверху перекрываться деревом. Получался сруб, который поднимался выше уровня почвы. Каменные и деревянные обкладки могли сочетаться с внешними каменными набросками. Могила с каменной обкладкой иногда перекрывалась каменной плитой. Редкими для майкопцев являются погребения (или жертвенники) в катакомбах или подбоях. Известно также единственное детское погребение в сосуде.
Подкурганные мегалитические гробницы сооружали из поставленных на ребро плит. Это могут быть как маленькие детские каменные ящики, так и очень крупные сооружения, вроде кишпекской и нальчикской гробниц. Нальчикская гробница выделяется тем, что сооружена из разбитых базальтовых антропоморфных стел. Сами стелы могли происходить из более раннего майкопского святилища или же они стояли над погребениями Нальчикского энеолитического могильника. Двухкамерные гробницы известны только в урочище Клады у станицы Новосвободной. Всего найдено пять таких гробниц. Они имеют поперечную плиту-разделитель с прямоугольным, квадратным или круглым отверстием, которое закрывалось подогнанной пробкой или просто каменной плитой. Две гробницы имели перекрытие «домиком».
На позднем этапе появляются также однокамерные гробницы, в которых вторую камеру заменяет более или менее выделенный портал. Это гробницы Псыбе, Шепси и по две гробницы из Кладов и Кладов 2. Это уже дольмены раннего или переходного типа. Их отличие в более тонких плитах и менее устойчивой конструкцией, не имеющей фундамента. То есть они врыты в землю. Самые крупные из таких дольменов уже мало чем отличаются от классических сооружений дольменной культуры. Именно однокамерные гробницы в Кладах стратиграфически являются самыми поздними. А отсутствие в них новосвободненского инвентаря и наличие керамики, похожей на дольменную, может свидетельствовать о появлении дольменной традиции.
К этому же этапу строительства относится и единственная известная многогранная с шатровой крышей гробница или дольмен, обнаруженная Н. Л. Каменевым в 1869 году. Остатки её вскрыл А. Д. Резепкин в Кладах 2.
В четырёх каменных гробницах в Кладах была обнаружена красочная роспись или более или менее сохранившиеся остатки покраски.

## Некоторые памятники майкопской культуры
Майкопская культура стала известна, в первую очередь, своим курганными захоронениями. Именно с неё началось массовое строительство курганов в Предкавказье. С поселениями же была путаница до 1980-х годов. Нынешнее же деление по периодам довольно условно, так как, на самом деле, памятники должны бы быть распределены равномерно по всей шкале времени.

### Ранний период (галюгаевско-серёгинский вариант)

#### Поселения
Галюгаевский или центральнопредкавказский подвариант:
- Аликоновское 1 — Карачаево-Черкесия.
- Большетегинское — восток Краснодарского края.
- Галюгаевское 1, Галюгаевское 3 — на реке Терек, станица Галюгаевская, Ставропольский край. С. Н. Кореневский, 1985—1991 гг.
- Зеюко — Карачаево-Черкесия[49].
- Индустрия — Карачаево-Черкесия.
- Ташлянское — Ставрополький край.
- Усть-Джегути́нское — г. Усть-Джегута, Карачаево-Черкесская республика.

Серёгинский или закубанский подвариант:
- Серёгинское — около хутора Чернышев, Шовгеновский район, Адыгея. К. А. Днепровский, 1987—1988 гг.
- Уашхиту — около аула Хакуринохабль, Адыгея.

#### Клад
- Старомышастовский клад — около станицы Старомышастовской, 1898 г. Возможно, относится к погребению.

#### Погребальные памятники
- Клады, урочище — курганный могильник около станицы Новосвободной. Погребение 23 в Серебряном кургане. А. Д. Резепкин.
- Майкопский курган — г. Майкоп, Н. И. Веселовский, 1897 г.
- Псекупский могильник — Адыгея. Н. Г. Ловпаче, П. А. Дитлер, 1983 г.[50]
- Усть-Джегутинский курганный могильник — у станицы Усть-Джегутинской, Ставропольского края, в долине реки Кубань. Р. М. Мунчаев, А. Л. Нечитайло, 1963, 1964 гг.

### Средний и поздний периоды (долинский, псекупский, новосвободненский варианты)

#### Поселения
Долинский вариант:
- Долинское — у г. Нальчик. А. П. Круглов, Г. В. Подгаецкий, 1930, 1932, 1933 гг.
- Нальчикское — г. Нальчик, относят к среднему периоду. И. М. Чеченов. Долинский вариант[51].

Псекупский вариант:
- Беляевское (Беляев) — хутор Беляевский, Краснодарский край[52].
- Бузинка II — поселение в станице Бузиновская, Краснодарский край. 2019 г. Псекупский вариант (?)[53].
- Городской — хутор Городской, Адыгея. Гибридное майкопско-новосвободненское.
- Дюрсо I — у г. Новороссийск. А. В. Дмитриев, 1974 г.
- Заря 1 — долина реки Котлама у хутора Заря Анапского района. Открыто А. В. Шишловым. Псекупский вариант (отдельная группа)[54].
- Катусвина Кривица-2 — по названию балки. Долина реки Котлама, в станице Натухаевской. Псекупский вариант (отдельная группа)[55].
- Натухаевское-3 — долина реки Котлама, у станицы Натухаевская. А. В. Шишлов. Псекупский вариант (отдельная группа)[56].
- Орёл-1, Орёл-3 — по названию родника. Долина реки Котлама, у станицы Натухаевская. Открыты А. В. Колпаковой в 2010 г. Псекупский вариант (отдельная группа)[57].
- Орлов Ерик — поселение около Апшеронска. М. Б. Рысин, 2013 г.
- Псекупское 1, Псекупское 2, Казазовское — Адыгея. Н. Г. Ловпаче, П. А. Дитлер[58].
- Псенафское — село Красногвардейское, Адыгея. А. А. Нехаев. Псекупский вариант.
- Пхагуапе (Пхэгугапэ, адыг. Пхъэгьугьапэр)[59] — Адыгея. А. Д. Резепкин[60].
- Пшикуйхабль — аул Пшикуйхабль, Адыгея. Гибридное майкопско-новосвободненское.
- Пшиш — на реке Пшиш, Адыгея, следы поселения. А. А. Сазонов, 1991 г.
- Старотитаровское — Таманский полуостров. Открыто Ш. О. Давудовым в 2015 г. Псекупский вариант[61].
- Тузла-15 — в районе косы Тузла, Таманский полуостров. Открыто С. А. Буравлевым, 2011 г. С. Н. Кореневский, 2012—2015 гг. Псекупский вариант[62][63].
- Уляп, аул — Адыгея. В. Р. Эрлих, 2008 г.[64]
- Чекон (Чекон 2) — Таманский полуостров. Открыто и раскапывалось В. В. Бочковым в 2011 г.[65]; А. Д. Резепкин, 2014, 2015 гг.; В. В. Матаев, 2017 г.; А. И. Юдин, 2018 г.[66] Псекупский вариант.
- Чекон-1 — по одноимённому населённому пункту, Таманский полуостров. Открыто А. В. Бониным в 2009 или 2010 г.
- Чишхо — Адыгея. Майкопско-новосвободненское поселение. А. Д. Резепкин[67].

Новосвободненский вариант (или новосвободненская культура):
- Новосвободненское — урочище Клады 2 у станицы Новосвободной, обнаружено под двумя курганами дольменной эпохи. А. Д. Резепкин. Новосвободненский вариант. Присутствует и майкопский материал. (Признаки новосвободненских слоёв имеются и на некоторых окрестных поселениях дольменной культуры.)
- Чишхо — см. выше.
- Шепси — на реке Шепси, Туапсинский район. Нижний слой, новосвободненский вариант (предположительно).

#### Погребальные памятники
- Кишпек, село — Кабардино-Балкария. Курганы 1 и 2, курган 1 содержит мегалитическую гробницу. Оба кургана содержат кромлехи и другие конструкции. И. М. Чеченов, 1974—1975 гг. Долинский вариант.
- Клады, урочище — курганный могильник около станицы Новосвободной. Несколько мегалитических гробниц с богатыми захоронениями и в могилах, обложенных деревянными рамами. Средний и поздний период. Н. И. Веселовский (1898 г.), А. Д. Резепкин. Новосвободненский и псекупский варианты.
- Натухаевское-1, Натухаевское-2, Натухаевское-3 — курганные группы у станицы Натухаевской. А. В. Шишлов, Н. В. Федоренко, А. В. Колпакова, А. П. Кононенко, 2004—2010 гг. Псекупский вариант (отдельная группа).
- Костромская, станица — Краснодарский край. Новосвободненский вариант.
- Псекупский могильник — Адыгея. Н. Г. Ловпаче, П. А. Дитлер, 1982 г. Псекупский вариант.[68]
- Псенафский курганный могильник — около села Красногвардейское, Адыгея. Находка цилиндрической печати. А. А. Нехаев. Псекупский вариант.
- Нальчикская гробница — г. Нальчик, богатая гробница в кургане 8—11×100 м, сооружена из разбитых антропоморфных стел. Относят к среднему периоду. И. М. Чеченов, 1968—1969 гг. Долинский вариант.[51]
- Натухаевский-4, могильник. Открыт А. В. Шишловым в 2016 г. Псекупский вариант (отдельная группа).
- Погуляево, могильник — урочище Погуляево. В. Р. Эрлих. Новосвободненский вариант.
- Псыбе — гробница, дольменообразный каменный ящик, на окраине пос. Новомихайловский Туапсинского района, в русле ручья Псыбе. М. К. Тешев, 1981 г. Псекупский вариант.
- Саратовская, станица — Краснодарский край, курган с мегалитической гробницей, плохо документирован, Н. А. Захаров, 1935 г.
- Ярославская, станица — Краснодарский край, курган с новосвободненским погребением в мегалитической гробнице, разграблен в 1910 г.
- Шепси — дольменообразная гробница на реке Шепси, Туапсинский район. В. А. Трифонов, 2012 г. Новосвободненский или псекупский вариант[46].

К собственно новосвободненской группе относятся только захоронения в могильнике Клады, ст. Костромской и могильника Погуляево, поселение Новосвободненское в урочище Клады 2. Всего около 27 или 29 комплексов.

### В среде других культур или дальняя периферия
- Адыгея: Мешоко-навес и Унакозовская пещера на ручье Мешоко, навес Хаджох III над рекой Белая (все у посёлка Каменномостский) — майкопская керамика на поселениях культуры накольчатой жемчужной керамики. Н. Г. Ловпаче, 1985—1990 гг.
- Воронежская обл.: погребение в Новопавловском могильнике — погребение с майкопскими предметами.
- Ингушетия: поселение Луговое у села Мужичи — майкопская керамика на поселении куро-аракской культуры.
- Калмыкия: курганные могильники Эвдык, Зунда-Толга и другие — погребения позднего периода МНО.
- Крым: курган Курбан-Байрам у села Долинка — погребение с майкопскими предметами.
- Нижнее Подонье: Константиновское поселение, поселение Раздорское 1, курганный могильник Мухин 2 и другие — керамика и т. п. на поселениях и собственно майкопские погребения.
- Самарская обл.: курган 1 Утевского могильника — погребение с майкопскими предметами.
- Северная Осетия: Муштылагтылагат — Гиджрати. В. Л. Ростунов.
- Северное Ставрополье: могильники Айгурский 2, Шарахалсун 6 и другие — погребения с майкопскими предметами.